# Ligne de Hatvan à Somoskőújfalu
La ligne de Hatvan à Fiľakovo par Somoskőújfalu ou ligne 81 est une ligne de chemin de fer de Hongrie. Elle relie Hatvan à Somoskőújfalu.